# Карелиния
Карели́ния, также Акбаш (лат. Karelínia) — монотипный род растений трибы Девясиловые (Inuleae) семейства Астровые (Asteraceae).

## Название
Название дано в честь русского естествоиспытателя XIX века Григория Силыча Карелина (1801—1872), по сборам которого был описан этот род.

## Ботаническое описание
Многолетнее травянистое растение до 150 см высоты с простыми сидячими очерёдными, продолговатыми, шероховатыми полустеблеобъемлюще-ушковатыми листьями.
Корзинки многоцветковые гетерогамные, собраны по 2—9 в общие соцветия — щитки на верхушках веток. Листочки обёртки многорядные прижатые черепитчатые жёсткие, наружные — яйцевидные, внутренние — ланцетные и линейные. Цветоложе плоское с длинными волосками. Цветки трубчатые; краевые — пестичные многорядные нитевидные, с четырёхзубчатым венчиком; дисковые — обоеполые, в числе 10—20, с правильным пятизубчатым венчиком. Пыльники у основания коротко хвостатые. Столбик пестичных цветков голые, обоеполых цветков — с желёзистыми волосками. Семянки мелкие цилиндрические, 3—4-ребристые. Хохолок в несколько раз длиннее семянки, в пестичных цветках состоящий из многочисленных тонких удлинённых волосообразных мелко зазубренных щетинок; в обоеполых цветках хохолок однорядный из немногочисленных щетинок, также мелко зазубренных, но на верхушке бородчато утолщённых.

## Географическое распространение и экология
Распространён на юго-востоке Европы, в Иране, Афганистане, Центральной Азии, южной Сибири.
Карелиния каспийская — вид, произрастающий на мокрых солончаках и солонцеватых лугах, по берегам рек и солёных озёр, по окраинам бугристых песков. Факультативный галофит.

## Классификация

### Таксономия
Род Карелиния входит в семейство Астровые, или Сложноцветные (Asteraceae, или Compositae) порядка Астроцветные (Asterales)
|  |                                      |  |                                                             |                                                             |                    |  | ещё 12 семейств (согласно Системе APG II) |                |                |       |
|  |                                      |  |                                                             |                                                             |                    |  |                                           |                |                | 1 вид |
|  |                                      |  |                                                             | порядок Астроцветные                                        |                    |  |                                           |                | род Карелиния  |       |
|  |                                      |  |                                                             | порядок Астроцветные                                        |                    |  |                                           |                | род Карелиния  |       |
|  | отдел Цветковые, или Покрытосеменные |  |                                                             |                                                             | семейство Астровые |  |                                           |                |                |       |
|  | отдел Цветковые, или Покрытосеменные |  |                                                             |                                                             |                    |  |                                           |                |                |       |
|  |                                      |  | ещё 44 порядка цветковых растений (согласно Системе APG II) | ещё 44 порядка цветковых растений (согласно Системе APG II) |                    |  |                                           | ещё ≈950 родов | ещё ≈950 родов |       |
|  |                                      |  |                                                             | ещё 44 порядка цветковых растений (согласно Системе APG II) |                    |  |                                           |                | ещё ≈950 родов |       |

Синонимы:
- Serratula caspia Pall. (1773)basionym
- Pluchea caspia (Pall.) O.Hoffm. ex Paulson.

### Систематическое положение
Морфологически род Карелиния (Karelinia) отличается от рода Плюхея (Pluchea) пыльниками у основания коротко хвостатыми, голыми семянками, четырёхзубчатым венчиком пестичных цветков, многочисленными щетинками пестичных цветков и бородчато утолщёнными щетинками обоеполых цветков.

## Хозяйственное значение
Хороший медонос. Одна корзинка карелинии каспийской даёт до 0,05 мг сахара. Состав сахара следующий: монозы 0,037 мг, сахарозы 0,004 мг, мальтозы 0,006 мг. Карелиния устойчиво выделяет нектар даже в условиях засухи, мёд карелинии светло-жёлтого цвета с приятным запахом. Мёдопродуктивность зарослей карелинии — 20—22 кг с гектара.
Благодаря сочным побегам и листьям — хорошее кормовое растение для овец и верблюдов, пригодное для силосования.